# JYSK park
JYSK park – stadion piłkarski w Silkeborgu, w Danii. Został wybudowany w latach 2015–2017 i otwarty 31 lipca 2017 roku. Obiekt może pomieścić 10 000 widzów. Swoje spotkania rozgrywają na nim piłkarze klubu Silkeborg IF, którzy przed otwarciem nowej areny występowali na stadionie Mascot Park.